# Закрочим
Закрочим (пољ. Zakroczym) јесте град у Пољској у Војводству мазовском. Према подацима из 2012. има 3.249 становника.

## Становништво
| 2012. |
| ----- |
| 3.249 |